# Lampyris iberica
La cuca de llum ibèrica (Lampyris iberica) és una espècie de coleòpter de la família Lampyridae. És una espècie endèmica de la península Ibèrica i el sud de França.